# Drzewo biocenotyczne

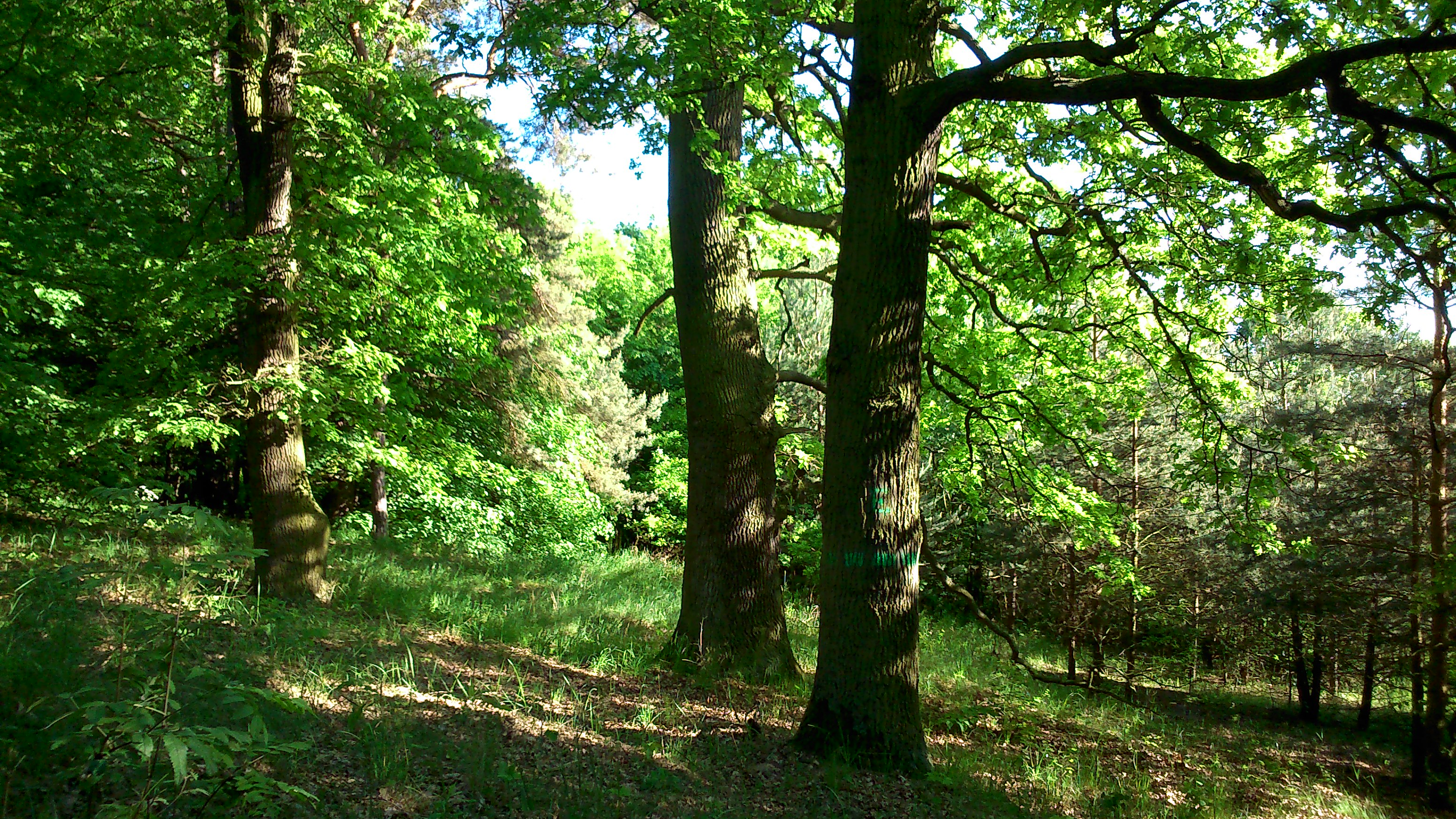
Litera E oznacza drzewo biocenotyczne

Drzewo biocenotyczne – drzewo niespełniające norm produkcyjnych pozostawiane w lasach gospodarczych w celu zwiększenia różnorodności biologicznej. Drzewo takie może być żywe lub martwe. Drzewami biocenotycznymi mogą być te z widoczną miejscową próchnicą, dziuplaste, z gniazdem ptasim o średnicy ponad 25 cm, drzewa w których ponad 1/3 korony jest martwe, drzewa na których występują huby albo rośliny, zwierzęta lub grzyby chronione. Drzewami biocenotycznymi są także drzewa o nietypowym pokroju lub z nietypowymi formami morfologicznymi (zdeformowane szyszki, narośle). Do drzew biocenotycznych zalicza się też drzewa będące pamiątkami kultury leśnej (okazy egzotyczne, pola doświadczalne założone przed 1945, szpalery itp). Drzewami biocenotycznymi są też „przestoje”, czyli drzewa pozostawione na następną kolej rębu. Jako drzewa biocenotyczne traktuje się też gatunki rodzime poprawiające bazę żerową zwierzyny, nektarodajne, urozmaicające krajobraz, takie jak jabłoń, grusza, czereśnia, śliwa ałycza.